# Segunda Superliga de Grecia
La Segunda Superliga de Grecia (en griego: Ελληνική Σούπερ Λίγκα 2) es la segunda división de fútbol de Grecia, sólo debajo de la Superliga de Grecia. Fundada en 2019 después de la reestructuración del fútbol griego, reemplazó a la Football League como segunda categoría del fútbol de este país.

## Historia
La liga tuvo su primera temporada en 2019/20 y contó con la participación de 12 equipos.
Para la temporada 2021–22 la liga fue reestructurada en dos grupos de 36 clubes tras la abolición de la Footbal League en 2021.
Para la temporada 2024-25 se había planteado una reestructuración en el sistema de liga, el cual pasaría a ser un único grupo de 20 equipos, sin embargo, finalmente se mantuvo el mismo sistema de dos grupos de diez equipos.

## Equipos fundadores
- AO Chania−Kissamikos
- Apollon Larissa
- Apollon Pontus
- Apollon Smyrnis
- Doxa Drama
- Ergotelis
- Karaiskakis
- Kerkyra
- Levadiakos
- Panachaiki
- Platanias
- PAS Giannina

## Equipos 2025/26

### Grupo Norte
| Equipo              | Ciudad       | Estadio                          | Capacidad |
| ------------------- | ------------ | -------------------------------- | --------- |
| Anagennisi Karditsa | Karditsa     | Estadio Municipal de Karditsa    | 13,000    |
| Asteras Trípoli B   | Trípoli      | Theodoros Kolokotronis           | 7,423     |
| Iraklis             | Thessaloniki | Estadio Kaftanzoglio             | 27,770    |
| Kampaniakos F.C.    | Calestra     | Estadio Kampaniakos              | 1,000     |
| A.O. Kavala         | Kavala       | Municipal de Kavala              | 12,500    |
| Makedonikos F.C.    | Thessaloniki | Estadio Gipedo Makedonikou       | 8,100     |
| Nestos Chrysoupoli  | Chrysoupoli  | Estadio Municipal de Chrysoupoli | 5,000     |
| Niki Volos          | Volos        | Estadio Panthessaliko            | 22,700    |
| PAOK B              | Kalamariá    | Estadio Kalamaria                | 6,500     |
| PAS Giannina        | Ioánina      | Estadio Zosimades                | 7,500     |

### Grupo Sur
| Equipo           | Ciudad               | Estadio                          | Capacidad |
| ---------------- | -------------------- | -------------------------------- | --------- |
| Athens Kallithea | Kallithea            | Estadio Grigoris Lamprakis       | 6,300     |
| Chania FC        | La Canea             | Estadio Municipal Perivolia      | 4,527     |
| Egaleo           | Aigaleo              | Estadio Stavros Mavrothalassitis | 8,217     |
| Hellas Syros     | Ermoupolis           | Estadio Municipal de Ermoupolis  | 2,000     |
| GS Ilioupolis    | Heliópolis           | Estadio Municipal de Heliópolis  | 2,000     |
| Kalamata         | Kalamata             | Estadio Municipal de Kalamata    | 5,613     |
| Marko 1927       | Markopoulo Mesogaias | Estadio Municipal de Markopoulo  | 3,000     |
| Olympiacos B     | El Pireo             | Rentis Training Centre           | 3,000     |
| Panargiakos FC   | Argos                | Estadio Municipal de Argos       | 5,000     |
| Panionios        | Atenas               | Estadio Nea Smyrni               | 11,700    |

## Resultados
| Temporada | Campeón                             |
| --------- | ----------------------------------- |
| 2019–20   | PAS Giannina (1)                    |
| 2020–21   | Ionikos (1)                         |
| 2021–22   | Levadiakos (1)                      |
| 2022-23   | Panserraikos (5) Kifisia (1)        |
| 2023-24   | Levadiakos (2) Athens Kallithea (1) |
| 2024-25   | AE Larissa (1) Kifisia (2)          |